# Općina Loška dolina
Općina Loška dolina (slo.:Občina Loška dolina) je općina u južnoj Sloveniji u statističkoj regiji Notranjsko-kraškoj. Središte općine je naselje Stari trg pri Ložu s 836 stanovnika.

## Zemljopis
Sjeverni dio općine je niži i u vidu krškog polja — Loško polje, dok je južni dio planinski — planina Snežnik. Klima u Loškoj dolini je umjereno kontinentalna. Južna i granica općine je istovremeno i državna granica s Hrvatskom. Loška dolina ima nekoliko ponornica te 22 jezera u špilji Križnoj jami.

## Naselja u općini
Babna Polica, Babno Polje, Dane, Dolenje Poljane, Iga vas, Klance, Knežja Njiva, Kozarišče, Lož, Markovec, Nadlesk, Podcerkev, Podgora pri Ložu, Podlož, Pudob, Stari trg pri Ložu, Šmarata, Viševek, Vrh, Vrhnika pri Ložu

## Poznate osobe iz općine
- Oton Župančič

## Vanjske poveznice
|  | Zajednički poslužitelj ima još gradiva o temi Općina Loška dolina |

- Službena stranica općine  Arhivirana inačica izvorne stranice od 18. rujna 2009. (Wayback Machine)